# Glaziophyton
Glaziophyton és un gènere de bambús de la família de les poàcies, ordre de les poals, subclasse commelínides, classe liliòpsides, divisió magniliofitins.

## Taxonomia
- G. mirabile Franch.